# Mychajlo Kononenko
Mychajlo Mychajlowitsch Kononenko (ukrainisch Михайло Михайлович Кононенко, englische Transkription Mykhajlo Kononenko; * 30. Oktober 1987 in Tschernihiw) ist ein ukrainischer Radrennfahrer.

## Werdegang
Kononenko gewann 2008 mit der Gesamtwertung der Mainfranken-Tour seinen ersten internationalen Wettbewerb. Seit 2011 erzielte er jedes Jahr mindestens einen Erfolg bei den UCI Continental Circuits. Seinen bis dahin größten internationalen Erfolg feierte er dem Gesamtwertungssieg der Tour of Qinghai Lake 2014, einem Etappenrennen hors categorie. In den Jahren 2015 und 2020 wurde er ukrainischer Meister im Straßenrennen, 2020 und 2021 im Einzelzeitfahren. Bei den Weltmeisterschaften 2022 belegte er im Einzelzeitfahren den 34. Platz, wurde wegen der Einnahme eines durch die medizinischen Regeln des Weltradsportverbands im Wettkampf verbotenen Schmerzmittels Tramadol disqualifiziert, aber nicht gesperrt, da das Präparat nach den Regeln der Welt-Anti-Doping-Agentur nicht als Doping gilt.

## Erfolge
2008
- Gesamtwertung Mainfranken-Tour

2009
- Ukrainischer Meister – Einzelzeitfahren (U23)

2010
- eine Etappe Grand Prix of Adygeya

2011
- eine Etappe Slowakei-Rundfahrt

2012
- eine Etappe Grand Prix of Sochi

2013
- Race Horizon Park 2
- Mannschaftszeitfahren Romanian Cycling Tour

2014
- Race Horizon Park 2
- eine Etappe Tour of Qinghai Lake
- zwei Etappen Baltic Chain Tour

2015
- eine Etappe Tour of Mersin
- Memorial of Oleg Dyachenko
- eine Etappe Five Rings of Moscow
- Horizon Park Classic
- Ukrainischer Meister – Straßenrennen

2016
- Memorial Romana Sieminskiego
- Horizon Park Classic
- Mannschaftszeitfahren Tour of Ukraine

2017
- Mannschaftszeitfahren Tour of Ukraine
- Horizon Park Race for Peace
- eine Etappe Tour of Qinghai Lake
- Odessa Grand Prix
- eine Etappe Tour of Fuzhou

2018
- eine Etappe Tour of Fuzhou

2019
- eine Etappe Tour of China I
- eine Etappe Tour of Quanzhou Bay

2020
- Ukrainischer Meister – Einzelzeitfahren
- Ukrainischer Meister – Straßenrennen
- Grand Prix Cappadocia
- Grand Prix Central Anatolia

2021
- Grand Prix Develi
- Ukrainischer Meister – Einzelzeitfahren